# Assetto Corsa
Assetto Corsa est un jeu vidéo de simulation de course automobile développé par Kunos Simulazioni, sorti sur Microsoft Windows le 19 décembre 2014 et sorti sur PlayStation 4 et Xbox One pour le 26 août 2016 en Europe.
Un spin-off appelé Assetto Corsa Competizione et consacré à la compétition est sorti en 2019.

## Développement
Kunos Simulazioni a conçu Assetto Corsa sur la base de l'expérience acquise avec le développement de netKar Pro (en) et de Ferrari Virtual Academy (en). Le studio a acquis des connaissances pratiques en travaillant étroitement avec le sport mécanique réel puisque son bureau de recherche et développement est situé sur le circuit de Vallelunga, en Italie. Le jeu comprend des reproductions de circuits internationaux (étudiés à l'aide de la technologie traditionnelle et de balayage laser) ainsi que de nombreuses voitures de marques mondiales, allant des voitures de route de tous les jours aux prototypes de course et aux véhicules historiques.

## Contenu

### Voitures disponibles
Le jeu comprend en tout plus de 80 voitures, voici la liste des différents modèles (le classement comprend les voitures de tous les DLC du jeu),,:
| Marque et nationalité                   | Modèle |
| --------------------------------------- | --- |
| Abarth Italie                           | 500 Assetto Corse, 500 EsseEsse, 595 SS |
| Alfa Romeo Italie                       | 155 Ti V6, 33 Stradale, 4C, GTA, Giulia QV, Giulietta (QV et Launch Edition 2014), MiTo QV |
| Audi Allemagne                          | R8 V10 Plus, R8 LMS Ultra, Audi R8 LMS 2016, Sport Quattro, Sport Quattro S1, TT Cup 2016, TT RS, S1, R18 e-tron quattro |
| BMW Allemagne                           | 1M Coupe, M235i Race car, M3 E30, M3 E30 (groupe A), BMW M3 E30 Sports Evolution, M3 E92, M3 GT2, M4 Coupe, M4 Coupe Akrapovic, Z4 E89 35is, Z4 GT3 |
| Chevrolet États-Unis                    | Corvette C7 Stingray, Corvette C7.R GTE |
| Ferrari Italie                          | 250 GTO, GTO, 312T 1975, 330 P4, 458 Italia, 458 Italia GT2, 488 GTB, 488 GT3, 599XX Evoluzione, 812 Superfast, F40, LaFerrari, FXXK, F2002, F2004, F138, SF15-T, SF70H |
| Ford États-Unis                         | Escort RS1600, GT40, Mustang (2015) |
| KTM Autriche                            | X-Bow R |
| Lamborghini Italie                      | Countach, Miura P400 SV, Gallardo SL, Huracán ST, Huracán GT3, Huracán Performante, Aventador SV, Sesto Elemento |
| Lotus Royaume-Uni                       | 2-Eleven, 2-Eleven GT4, Elise SC, Evora S, Evora SR, Evora GTC, Evora GX, Evora GTE, Evora GTE Carbon, Exige S, Exige S Roadster, Exige 240, Exige 240R, Exige Scura, Exige V6 Cup, Exos T125 |
| Team Lotus Royaume-Uni                  | Type 25, Type 49, 72D, 98T |
| Maserati Italie                         | Maserati 250F 6C, 250F T2 12C, Levante S, Quattroporte, Alfieri, GranTurismo MC GT4, MC12 GT1 |
| Mazda Japon                             | 787B, MX-5 Miata NA, MX-5 ND 2015, MX-5 Cup, RX-7, RX-7 Spirit R |
| McLaren Royaume-Uni                     | 570S, 650S GT3, F1 GTR, MP4-12C, MP4-12C GT3, P1, P1 GTR |
| Mercedes-Benz Allemagne                 | 190E EVO II, SLS AMG, GT3, AMG GT3, C9 1989 LM |
| Nissan Japon                            | GT-R Nismo 2015, GT-R GT3, 370Z Nismo 2016, Skyline GT-R R34 V-Spec |
| Pagani Italie                           | Zonda R, Huayra, Huayra BC |
| Porsche Allemagne                       | Cayenne Turbo S, Macan Turbo, Panamera G2 Turbo, 911 Carrera RSR 3.0 1973, 911 GT1, 911 Carrera S, 911 Turbo S (991), 911 GT3 RS, 911 R, 911 GT3 R 2016, 911 GT3 Cup 2017, 911 GT3 RSR 2017, 718 Spyder RS, 908 LH, 917/30, 917 K, 935/78 Moby Dick, 962C Long Tail et Short Tail, 919 Hybrid 2015 et 2016, 718 Boxster S PDK et Manual Transmission, 718 Cayman S, Cayman GT4, Cayman GT4 Clubsport |
| Praga Tchécoslovaquie                   | R1 |
| RUF Allemagne                           | CTR "Yellowbird", RT12 R, RT12R AWD |
| Scuderia Cameron Glickenhaus États-Unis | P4/5 Competizione, SCG-003 |
| AC Royaume-Uni ( États-Unis)            | Shelby Cobra 427 S/C |
| Tatuus Italie                           | FA01 |
| Toyota Japon                            | AE86, AE86 Drift, AE86 Tuned, GT86, Celica ST185 Turbo, Supra MK IV, Supra MK IV Drift, Supra Time Attack, TS040 Hybrid |

### Circuits
Le jeu comporte en tout 25 circuits,:
- Black Cat County (Normal, Long et Short)
- Drag race (200, 400, 500, 1000 et 2000m)
- Drift
- Imola  Italie
- Magione  Italie
- Monza (& Monza 1966)  Italie
- Mugello  Italie
- Nurburgring (GP et Sprint)  Allemagne
- Silverstone (International, National et GP)  Royaume-Uni
- Spa  Belgique
- Trento-Bondone  Italie
- Vallenlunga (Normal, Classic et Club)  Italie
- Zandvoort  Pays-Bas

En plus des circuits de base contenus dans le jeu, 7 autres circuits sont disponibles en DLC:
- Nordschleife (Endurance, Endurance Cup et Tourist)  Allemagne
- Barcelona (GP et Moto)  Espagne
- Brands Hatch (GP et Indy)  Royaume-Uni

## Accueil
Peu après sa sortie, Assetto Corsa a reçu des critiques globalement positives.
| Site          | Note   |
| ------------- | ------ |
| Canard PC     | 8/10   |
| Gamekult      | 7/10   |
| JeuxActu      | 18/20  |
| Jeuxvideo.com | 17/20  |
| IGN Italie    | 9,5/10 |

## Postérité
Un spin-off appelé Assetto Corsa Competizione et consacré à la compétition est sorti en 2019.
Une suite, Assetto Corsa Evo, est annoncée en 2024 avec une sortie en accès anticipé prévue pour janvier 2025. Comme le premier jeu, Evo sera consacré aux véhicules routiers de toutes époques, contrairement à Competizione.